# بيرغر ياكوبسون
بيرغر ياكوبسون هو لاعب كرة قدم سويدي، ولد في 17 أكتوبر 1949. لعب مع نادي يورغوردينس.